# علم الطبقات والدورات الرسوبية

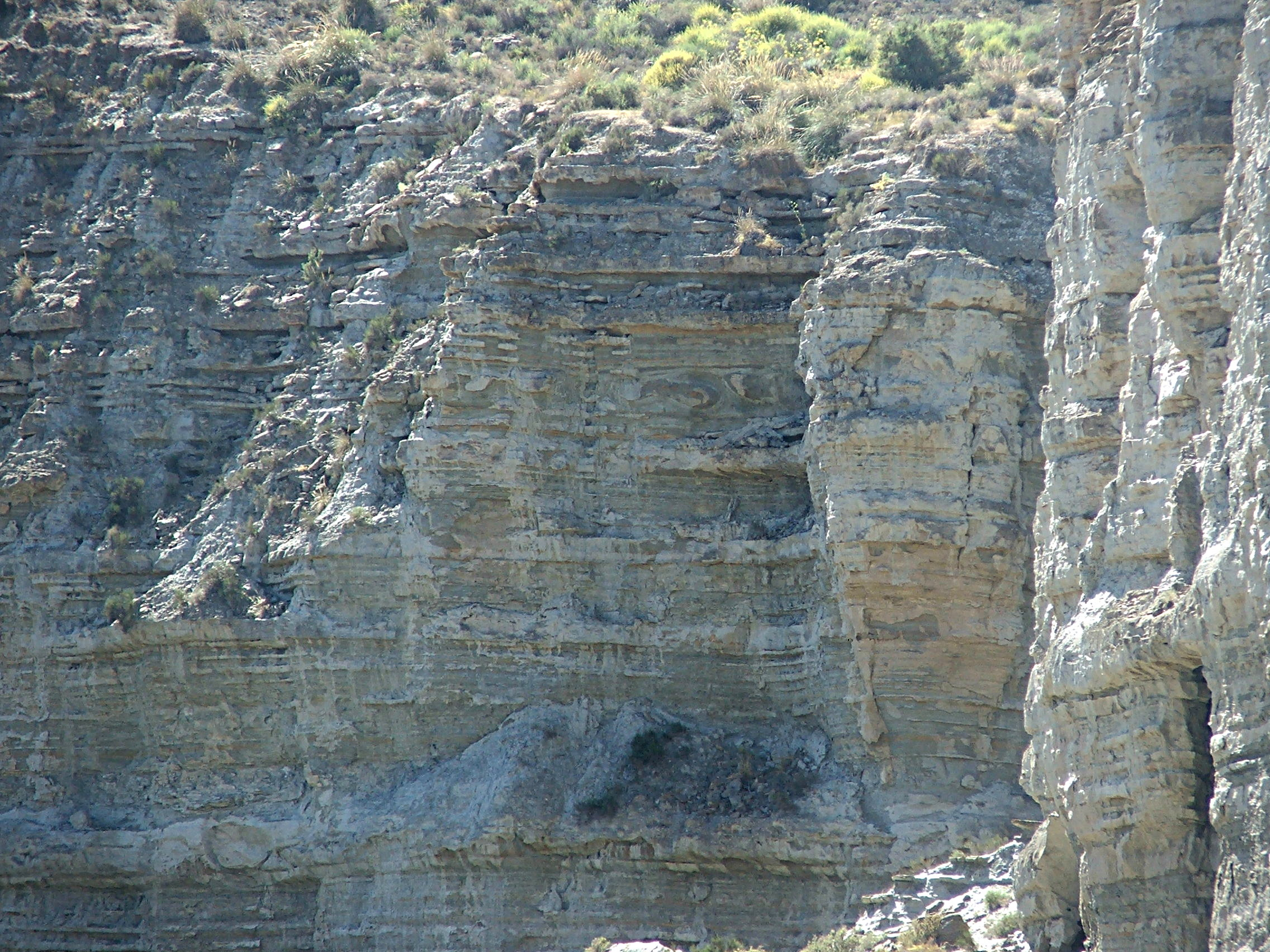

علم الطبقات والدورات الرسوبية هو دراسة الدورات المناخية المتأثرة بالفلك ضمن التعاقبات الرسوبية. الدورات الفلكية هي اختلافات في مدار الأرض حول الشمس بسبب تفاعل الجاذبية مع كتل أخرى داخل النظام الشمسي. بسبب هذه الدورات التعاقبية، يختلف الإشعاع الشمسي عبر الوقت في نصف الكرة الأرضيةالمختلفة وتتأثر الموسمية. هذه الاختلافات في فترات التشمس لها تأثير على مناخ الأرض وبالتالي على ترسب الصخور الرسوبية.
الدورات المدارية الرئيسية هي المبادرة مع الفترات الرئيسية الحالية من 19 و 23 kyr، والانحراف مع الفترات الرئيسية الحالية من 41 kyr، و 1.2 Myr، والانحراف مع الفترات الرئيسية الحالية حول 100 kyr و 405 kyr و 2.4 Myr.
يمكن أن تؤدي دراسات طبقات سيكلو الرسومية للسجلات الصخرية إلى تاريخ دقيق للأحداث في الماضي الجيولوجي، لزيادة فهم سبب وعواقب تاريخ الأرض (المناخ)، والمزيد من التحكم في آليات ترسب الرواسب وعمل النظم الرسوبية.